# Коренные марсиане, пожалуйста, встаньте
«Коренные марсиане, пожалуйста, встаньте» (англ. Will the Real Martian Please Stand Up?) — двадцать восьмой эпизод второго сезона американского телесериала-антологии «Сумеречная зона». 64-й эпизод по счету от первой серии первого сезона. Был впервые показан в эфире телеканала CBS 26 мая 1961 года. Режиссёром эпизода выступил Монтгомери Питтман, сценарий написан создателем сериала Родом Серлингом. История, рассказанная в эпизоде, является одной из вариаций классического детективного сюжета Агаты Кристи, где в замкнутом пространстве детектив старается вычислить преступника среди присутствующих, только в данном случает вместо преступника находится марсианин.
Сайт Vulture.com поставил эпизод «Коренные марсиане, пожалуйста, встаньте» на 16-е место в списке 50 лучших эпизодов сериала «Сумеречная зона».

## Сюжет
В начале эпизода появляется рассказчик, роль которого исполняет создатель сериала Род Серлинг и произносит вступительный монолог:
Зимняя февральская ночь, наше время. Телефонный звонок напуганной женщины, заметивший прибытие неопознанного летающего объекта, затем проверка, свидетелем которой вы были вместе с двумя полицейскими. Но при осмотре ничего не прояснилось, а только были обнаружены следы, ведущие к закусочной через дорогу. Вы слышали выражение «искать иголку в стоге сена», оставайтесь с нами и вы будете участником команды следователей, чьей миссией будет совсем не поиск иглы из поговорки, нет, их задача будет куда сложнее. Им предстоит найти марсианина в закусочной, а через минуту вы начнёте искать вместе с ними, потому что вы только что приземлились в Сумеречной зоне.Оригинальный текст (англ.)Wintry February night, the present. Order of events: a phone call from a frightened woman notating the arrival of an unidentified ﬂying object, and the check-out you've just witnessed with two state troopers verifying the event, but with nothing more enlightening to add beyond evidence of some tracks leading across the highway to a diner. You've heard of trying to find a needle in a haystack? Well, stay with us now and you'll be part of an investigating team whose mission is not to find that proverbial needle, no, their task is even harder. They've got to find a Martian in a diner and in just a moment you'll search with them, because you've just landed in the Twilight Zone.

Далее следует основной сюжет истории. Зима. Двое полицейских проверяют телефонный звонок некоей женщины, утверждающей, что видела пролетевший низко над землёй и упавший в пруд НЛО. Полицейские убеждаются, что какой-то предмет действительно упал в лесной пруд, но извлечь его оттуда нет никакой возможности. Из пруда выходит цепочка следов, идущая к закусочной у близлежащей дороги. У закусочной стоит автобус: он шёл в Бостон, но мост через реку впереди блокирован льдом, а дорога позади засыпана обвалом, поэтому ехавшие в нём вынуждены ждать в закусочной, пока проблема с дорогой не будет решена.
В закусочной нет никого постороннего, там только бармен, водитель и пассажиры. Но когда полицейский просит водителя сказать, сколько пассажиров он вёз, обнаруживается, что людей, называющих себя пассажирами автобуса, семь, а водитель при посадке насчитал только шестерых. Видимо, в момент высадки людей из автобуса пришедший со стороны пруда пилот НЛО незаметно присоединился к группе. В автобусе было темно, никто не может точно сказать, кто из них ехал, а кто не ехал в автобусе. Начинаются попытки выяснить, кто из присутствующих — инопланетянин, но они ни к чему не приводят. Внешне все выглядят людьми и ведут себя как люди, хотя один неряшливый старик постоянно дурачится, называя пришельцем то кого-нибудь из присутствующих, то себя самого. Напряжение растёт, все косятся друг на друга с подозрением.
Ситуация разрешается внезапным телефонным звонком: взявшему трубку полицейскому сообщают, что мост впереди исправен и по нему можно ехать. У полиции нет оснований задерживать и проверять кого-либо из присутствующих, все пассажиры загружаются в автобус и уезжают, следом за ними уезжают и полицейские в своей машине. Бармен остаётся один.
Через некоторое время в закусочную возвращается один из пассажиров. У него оказывается больше двух рук. В разговоре с барменом он признаётся, что является марсианином. Телефонный звонок был подстроен им, в результате автобус и полицейская машина, поехавшие по неисправному мосту, утонули. Его задача — встретить колонистов с Марса. В ответ на это бармен снимает шапку, под которой обнаруживается третий глаз на лбу. Бармен сообщает, что собеседник никого не дождётся, так как пришельцам с Венеры эта планета тоже очень понравилась.
В конце эпизода Род Серлинг произносит закадровый заключительный монолог:
Случай на небольшом острове, хотите верьте, хотите нет. Однако если мрачный денди по имени Росс или большой и добрый фермер, который держит шпатель так, будто он родился с ним во рту, если кто-то из этих двоих войдет в ваш дом, тогда лучше бы вам держать их, сразу за все три их руки или проверить цвет всех их трёх глаз. Джентльмены безоговорочно будут пытаться толкнуть вас... в Сумеречную зону.Оригинальный текст (англ.)Incident on a small island, to be believed or disbelieved. However if a sourfaced dandy named Ross or a big, good-natured counterman who handles a spatula as if he'd been bor with one in his mouth, if either of these two entities walks onto your premises, you'd beller hold their hands-all three of them-or check the color of their eyes-all three of them. The gentlemen in question might try to pull you into... the Twilight Zone.

## Команда
| \| Актёр \| Роль \| \| --------------------- \| ------------------- \| \| Джон Хойт \| Росс \| \| Джин Уиллз \| Этель МакКоннелл \| \| Джек Элам \| Эйвери \| \| Барни Филлипс[англ.] \| бармен Хейли \| \| Джон Арчер[англ.] \| солдат Билл Пэджетт \| \| Уильям Кендис[англ.] \| Олмстед \| \| Морган Джонс[англ.] \| солдат Дэн Перри \| \| Гертруда Флинн[англ.] \| Роуз Крамер \| \| Билл Эрвин[англ.] \| Питер Крамер \| \| Джилл Эллис \| Конни Принс \| \| Рон Киплинг \| Джордж Принс \| \| Род Серлинг \| рассказчик \| | - автор сценария — Род Серлинг - продюсер — Бак Хотон - режиссёр — Монтгомери Питтман - оператор — Джордж Клеменс - монтаж — Леон Барша - художественное оформление — Филип Барбер, Джордж У. Дэвис - ответственные за декорации — Х. Веб Эрроусмит, Генри Грейс - гримёр — Уильям Таттл - руководитель производства — Ральф В. Нельсон - помощник режиссёра — Э. Даррелл Халленбек - звук — Билл Эдмондсон, Франклин Милтон - музыкальная тема сериал — Мариус Констан - стоковая музыка — Джерри Голдсмит, Брюс Кэмпбелл, Эрик Кук, Оскар Сала - производство: Cayuga Productions, CBS Television Network |
| Актёр | Роль |
| Джон Хойт | Росс |
| Джин Уиллз | Этель МакКоннелл |
| Джек Элам | Эйвери |
| Барни Филлипс | бармен Хейли |
| Джон Арчер | солдат Билл Пэджетт |
| Уильям Кендис | Олмстед |
| Морган Джонс | солдат Дэн Перри |
| Гертруда Флинн | Роуз Крамер |
| Билл Эрвин | Питер Крамер |
| Джилл Эллис | Конни Принс |
| Рон Киплинг | Джордж Принс |
| Род Серлинг | рассказчик |

## Создание

### Идея и сценарий
12 октября 1958 года Род Серлинг написал письмо Уильяму Дозье, главе отдела программ CBS West Coast, с предложением сюжета для будущего сериала «Сумеречная зона». Он сочинил краткое изложение истории из двух абзацев под названием «Ночь большого дождя» (англ. The Night o f the Big Rain). Род Серлинг сопроводил письмо словами, что обещает сделать шоу «солидным, захватывающим и в то же время странно правдоподобным». В этом письме Серлинг заложил основы будущей истории, с одним большим отличием — инопланетянин оказывается бродячей собакой, которую впустил работник закусочной, и место действия было перенесено в маленькое поселение в Новой Англии. Серлинг намеревался летом 1959 года написать сценарий, адаптированный из его сюжетной идеи, с рабочим названием «Пропавший марсианин», но из-за обязанностей исполнительного продюсера у него не было на это времени, и только в начале 1961 года он смог вернуться к работе над сценарием. Он был написан 9 февраля 1961 года и изначально имел название «Здесь нет никого, кроме нас, марсиан» (англ. Nobody Here But Us Martians). Он дважды переписывался: первый раз исправления были внесены 17 марта, второй раз — 25 марта. Финальная версия сценария с названием «Коренные марсиане, пожалуйста, встаньте» была завершена 3 апреля 1961 года, в первый день репетиции съёмок.
Название имеет отсылку к популярному в то время телевизионному шоу To Tell the Truth, в котором ведущий Бад Колльер произносил фразу «Если здесь есть (секретная знаменитость) пожалуйста, встаньте» (англ. Will the real (secret celebrity) please stand up?).

### Съёмки
Репетиция перед съёмками прошла 3 апреля 1961 года, а сами съёмки эпизода заняли три дня: 3, 4, 5 апреля. Режиссёром эпизода выступил Монтгомери Питтман, который позднее снял еще два эпизода сериала, за свою работу он получил 1250 долларов. На актёрский состав в общей сложности было потрачено 7360,32 долларов, из которых 750 долларов получили Джек Элам и Джон Хойт, 650 долларов заплатили Барни Филлипсу. А всего на эпизод было израсходовано 44750,80 долларов.
Эпизод требовал только двух декораций — интерьера закусочной (Сцена 19 на студии MGM) и сельской местности (Сцена 11), которая также включала внешний вид закусочной. Дизайн экстерьеров обошелся в 350 долларов, снежные эффекты — в 600 долларов, интерьер закусочной — 990 долларов. В этом эпизоде появляется реквизит, который можно заметить и в других сериях сериала, например вывески на стене и музыкальный автомат уже использовались в ранее снятом эпизоде под названием «Сто ярдов до края».
В двух сценах можно заметить автобус, на боку которого написано название автобусной компании «Cayuga», это специально сделанная отсылка к компании Cayuga Productions, созданной Родом Серлингом для работы над «Сумеречной зоной», и названной в честь озера Кейюга, на котором он часто отдыхал вместе с семьёй в детстве. Помимо названия автобусной компании, отсылки есть и в именах главных героев эпизода. Персонажи Олмстед и Конни Принс были названы в честь Конни Олмстед, личного секретаря Серлинга. Персонажи Питер и Роуз Крамер были ещё одной шуткой: девичья фамилия Кэрол Серлинг (жены Рода Серлинга) была Крамер. Эйвери был назван в честь Айры Л. Эйвери, друга Серлинга, а персонаж Этель МакКоннелл был назван в честь Этель Уайнант, кастинг-директора сериала.
Когда в конце эпизода выясняется, что бармен, сыгранный актёром Барни Филлипсом, является венерианцем, он снимает шапку под которой находится третий глаз. О создании этого грима Филлипс говорил: «Они протянули проволоку скрытую в волосах через всю голову и один из бутафорщиков спрятался за моей спиной, он управляя спусковым крючком на проволоке, чтобы произвести вращение глазного яблока в глазнице. Они сделали слепок глазницы. Думаю, они, должно быть, потратили больше дня, работая со мной, настраивая это устройство перед самой съемкой шоу». Бак Хотон рассказывал, что изначально эффект с третьим глазом хотели сделать за счет двойной экспозиции, изображение глаза одного актёра должно было накладываться на лицо Барни Филлипса, но от этого эффекта отказались, потому что одно изображение просвечивало бы через другое и кадр должен был быть максимально обездвиженным, хотя с таким эффектом «можно было заставить глаз моргнуть». Эпизод «Коренные марсиане, пожалуйста, встаньте» имел хороший приём у зрителей и Филлипс позже вспоминал: «Каждый раз, когда конкретно этот эпизод показывают по телевидению, без исключения, на следующий день меня встречает кто-то, какой-то совершенно незнакомый человек и восклицает: „Боже мой, где третий глаз?“» Джеймс Хотон, сын продюсера сериала, вспоминал как отец привёл его на съёмочную площадку когда Джеймсу было всего 13 лет, чтобы он ради развлечения посмотрел на производственный процесс. Это оказался один из последних съёмочный дней эпизода «Коренные марсиане, пожалуйста, встаньте». По воспоминаниям Джеймса Хотона на актёре Джоне Хойте было надето специально сшитое пальто, за которым прятался ассистент и в нужный момент вытаскивал руку, которая в кадре казалась третьей рукой марсианина. А в сцене с движением глаза на лбу Барни Филлипса режиссёру Монтгомери Питтману постоянно что-то не нравилось, и её приходилось снимать по новой. По сценарию третья рука марсианина должна была взять меню, в то время как две другие руки закуривали сигарету, но актёру было проблематично сосредоточиться одновременно на меню и сигарете, потому в финальном варианте третья рука просто лежит на столе. Так же на съёмочной площадке несколько раз появлялся сам Род Серлинг, Джон Арчер спустя годы говорил интервьюеру Тому Уиверу, что «он был очень интересным, сообразительным парнем… Хорошим человеком.»
Спонсором этой серии выступила марка сигарет Oasis, в результате чего в эпизоде пять разных человек в разное время курят сигареты этой марки, а когда в самом конце закуривает марсианин, он произносит фразу «они восхитительны на вкус» (англ. they taste wonderful), что является рекламным слоганом компании, хотя этого даже не было прописано в сценарии.
Моргану Джонсу, исполнившему роль рядового Дэна Перри, уже после съёмок пришлось перезаписывать свои реплики. После того как весь эпизод был полностью смонтирован и синхронизирован с аудио дорожкой выяснилось, что голос Джонса плохо записался. Во второй половине дня 27 апреля он приехал в студию MGM для перезаписи своих реплик.

## Критика
Киновед Стивен Рубин в своей книге «Энциклопедия Сумеречной зоны» (англ. Twilight Zone Encyclopedia) обращает внимание на то, что сюжет эпизода «Коренные марсиане, пожалуйста, встаньте» отсылает к произведениям Агаты Кристи, где детектив в замкнутом помещении с людьми должен вычислить преступника, в данном случае марсианина. В этой серии Серлинг «снова обыгрывает наш страх перед неизвестным», пишет Рубин.

## Влияние

Отсылка к данному эпизоду «Сумеречной зоны» в комиксе «Дилан Дог. Дорога в Пустоту»

Характерный актёр Джек Элам в этом эпизоде исполняет роль эксцентричного старика, в одной сцене он произносит фразу: «Это всё похоже на научную фантастику! Как у Рэя Брэдбери!» (англ. She's just like a science fction, that's what she is! A regular Ray Bradbury!). Позднее Рэй Брэдбери написал сценарий для 35 эпизода 3 сезона «Сумеречной зоны» под названием «Электрическое тело пою» и адаптировал его в рассказ. Для второго возрождения сериала в 80-х годах, Брэдбери так же выступил сценаристом нескольких эпизодов: «Лифт» и «Пылающий человек».
Барабанщик группы Rush Нил Пирт рассказывал, что когда был маленьким, у него в доме телевизор показывал всего несколько каналов и на одном из них он однажды увидел сериал «Сумеречная зона»: «Мало того, что он отличался от всего, что я видел раньше, по настроению, стилю и глубине, он привнёс возможность магии в повседневную жизнь». В 70-х годах, уже в составе группы Rush, находясь на гастролях в Лос-Анджелесе и Нью-Йорке, участники коллектива увидели, что по телевизору идут повторы «Сумеречной зоны» и вдохновились посвятить один из своих первых альбомов Роду Серлингу. Этим альбомом стал Caress of Steel (1975), для следующего альбома, 2112 (1976), была написана песня «The Twilight Zone», в которой имелись отсылки к эпизодам «Сумеречной зоны» «Коренные марсиане, пожалуйста, встаньте» и «Остановка в Тихом Городке».
Альбом Extensions (1979) группы The Manhattan Transfer содержит два трека под общим названием «Twilight Zone/Twilight Tone», композиция стала довольно успешной и попала в хит-парад Billboard Hot 100. В ней имеются отсылки к нескольким эпизодам «Сумеречной зоны», помимо «Коренные марсиане, пожалуйста, встаньте», в песне также упоминаются: «Устаревший человек», «Последний полёт» и «Кошмар на высоте 20 тысяч футов».
В 153 эпизоде комикса Дилан Дог под названием «Дорога в пустоту» (итал. La strada verso il nulla) есть отсылка на эпизод «Сумеречной зоны» «Коренные марсиане, пожалуйста, встаньте». По сюжету в один момент Дилан Дог вместе с незнакомой девушкой заходят в придорожное кафе, где их встречает бармен в такой же шапке как и в сериале, далее он снимает её и под ней оказывается третий глаз, на испуг героев он отвечает им, что это всего лишь шутка, которую он подсмотрел в «старом сериале „Сумеречная зона“».
Эпизод был адаптирован для радиопостановки «Радиодрама Сумеречная зона» (англ. Twilight Zone Radio Drama) со Стэйси Кичем и Ричардом Кайндом в главных ролях.
В десятой серии третьего сезона сериала «Чудеса науки» главные герои попадают в мир своего любимого сериала «Научно-фантастическая зона», который является пародией на «Сумеречную зону». В какой-то момент двое друзей попадают в помещение, похожее на бар, среди людей в котором присутствует и человек с третьим глазом на лбу, в такой же одежде, какая была на венерианце из эпизода «Коренные марсиане, пожалуйста, встаньте».